# Orly
För internetfenomenet, se O RLY?

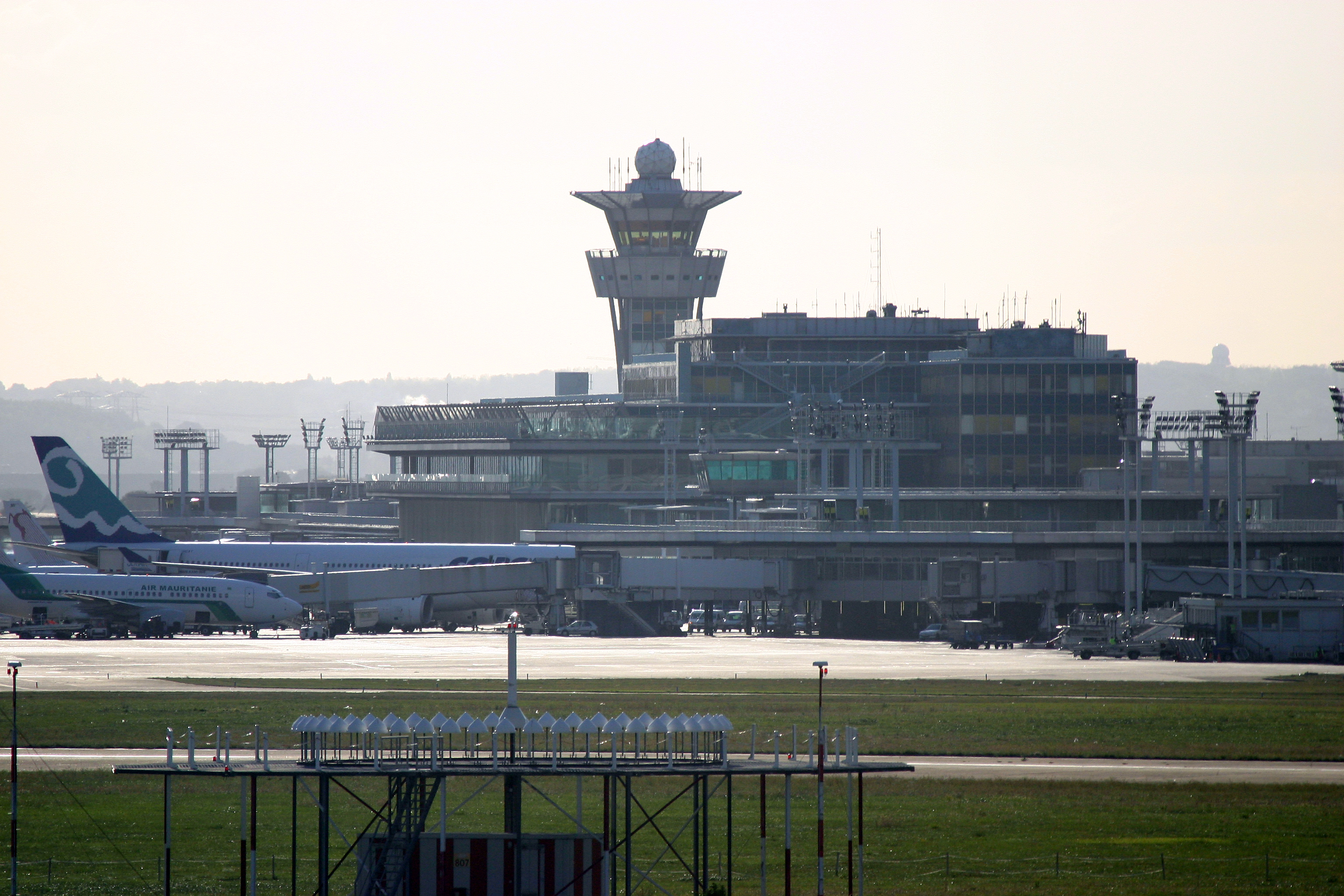
Flygplatsen

Orly är en kommun i departementet Val-de-Marne i regionen Île-de-France i norra Frankrike. Kommunen ligger i kantonen Orly som tillhör arrondissementet Créteil. År 2022 hade Orly 24 488 invånare.
Orly ligger söder om Paris, direkt i anslutning till stadsgränsen. Orten är känd som plats för en av Paris-regionens två huvudflygplatser, Paris-Orly flygplats.

## Befolkningsutveckling
Antalet invånare i kommunen Orly
| Referens: INSEE |